# Міхни
Міхни (пол. Michny) — село в Польщі, у гміні Стависьки Кольненського повіту Підляського воєводства.
Населення — 88 осіб (2011).
У 1975-1998 роках село належало до Ломжинського воєводства.

## Демографія
Демографічна структура станом на 31 березня 2011 року:
|          | Загалом | Допрацездатний вік | Працездатний вік | Постпрацездатний вік |
| -------- | ------- | ------------------ | ---------------- | -------------------- |
| Чоловіки | 41      | 10                 | 24               | 7                    |
| Жінки    | 47      | 12                 | 24               | 11                   |
| Разом    | 88      | 22                 | 48               | 18                   |